# Caldo (Ornella Vanoni)
Caldo è il terzo  album in studio della cantante italiana Ornella Vanoni, pubblicato nel mese di aprile del 1965.

## Descrizione
Il disco raggruppa le canzoni uscite negli anni precedenti su 45 giri. Il brano Abbracciami forte ha partecipato al Festival di Sanremo 1965, mentre Tu si na cosa grande aveva vinto l'anno prima il Festival di Napoli. La canzone che dà il titolo al lavoro prende parte a Un disco per l'estate.

## Tracce
1. Caldo - 2:58 - (Vito Pallavicini-Pino Donaggio)
2. Giochiamo a stare al mondo - 2:22 - (Mogol-Iller Pattacini)
3. Abbracciami forte - 3:08 - (Mogol - Carlo Donida Labati)
4. Non voglio più con Nora Orlandi - 2:09 - (Ornella Vanoni - Alberto Testa - Iller Pattacini)
5. Non dirmi niente - 2:52 - (Mogol- David Hal - Burt Bacharach)
6. Se non avessi incontrato te - 2:47 - (Ornella Vanoni-Alberto Testa -Iller Pattacini)
7. Tu si' 'na cosa grande - 3:38 - (Gigli - Domenico Modugno)
8. Ammore mio - 2:59 - (Mogol - Carlo Donida Labati)
9. Siamo pagliacci - 2:10 - (Mogol - Lunero)
10. Domani ti sposi - 2:55 - (Giorgio Calabrese - L.Missir - P.Carli)
11. Poco sole - 2:13 - (Mogol - Iller Pattacini)
12. I giorni dell'amore - 2:55 - (Leo Chiosso - Livragni)

## Musicisti

### Artista
- Ornella Vanoni - voce

### Arrangiamenti
- Iller Pattacini

### Altri musicisti
- Massimo Verardi - chitarra
- Pino Presti - basso
- Rolando Ceragioli - batteria
- Coro di Nora Orlandi